# Nogent-sur-Seine
Nogent-sur-Seine je francouzská obec v departementu Aube v regionu Grand Est. V roce 2011 zde žilo 6 028 obyvatel. Je centrem arrondissementu Nogent-sur-Seine. Leží na řece Seině.

## Vývoj počtu obyvatel
Počet obyvatel 